# ایلیوم (اپیروس)

اپیروس در دوران باستان

ایلیوم یا ایلیون (یونانی باستان: Ἴλιον)، (Τροΐα) همچنین با نام تروجا نیز شناخته می‌شود، شهری در اپیروس باستان بود که در حماسه انه اید نوشته ورژیل رومی به عنوان جایگاه هلنوس پس از جنگ تروا در سرزمین Chaonia ذکر شده‌است.
تصور می‌شود که مرکز آن در نزدیکی دسپوتیکو امروزی، که قبلاً کرت سونیستا نام داشت، واقع شده‌است.